# Santos Abril y Castelló
Santos Abril y Castelló (ur. 21 września 1935 w Alfambrze) – hiszpański duchowny rzymskokatolicki, doktor prawa kanonicznego, dyplomata watykański, arcybiskup, nuncjusz apostolski w Boliwii w latach 1985–1989, pronuncjusz apostolski w Kamerunie w latach 1989–1996, nuncjusz apostolski w Jugosławii w latach 1996–2000, nuncjusz apostolski w Argentynie w latach 2000–2003, nuncjusz apostolski w Słowenii – jednocześnie nuncjusz apostolski w Bośni i Hercegowinie w latach 2003–2011; akredytowany również w Macedonii w latach 2004–2011, wicekamerling Świętego Kościoła Rzymskiego w latach 2011–2012, archiprezbiter bazyliki Matki Bożej Większej w latach 2011–2016, kardynał od 2012 (najpierw w stopniu diakona, w 2022 promowany do stopnia prezbitera).

## Życiorys
19 maja 1960 otrzymał święcenia kapłańskie i został inkardynowany do diecezji Teruel i Albarracín. W 1963 rozpoczął przygotowanie do służby dyplomatycznej na Papieskiej Akademii Kościelnej.
29 kwietnia 1985 został mianowany przez Jana Pawła II nuncjuszem apostolskim w Boliwii oraz biskupem tytularnym Tamada. 
Sakry biskupiej 16 czerwca 1985 udzielił mu kardynał Agostino Casaroli. Następnie był przedstawicielem Watykanu w kolejnych krajach: w Kamerunie (1989–1996), Jugosławii (1996–2000), Argentynie (2000–2003) oraz w Słowenii i Macedonii (2003–2011).
22 stycznia 2011 został wicekamerlingiem Świętego Kościoła Rzymskiego w Kamerze Apostolskiej – urzędzie zajmującym się administracją dobrami i prawami doczesnymi Stolicy Apostolskiej zwłaszcza w okresie sede vacante. 21 listopada 2011 został mianowany archiprezbiterem Bazyliki Matki Bożej Większej, zastępując Bernarda Law. Funkcję tę sprawował do 28 grudnia 2016.
6 stycznia 2012 ogłoszona została jego kreacja kardynalska, której papież Benedykt XVI dokonał oficjalnie na konsystorzu w dniu 18 lutego 2012.
Brał udział w konklawe 2013, które wybrało papieża Franciszka. 21 września 2015 skończył 80 lat i utracił prawo do udziału w następnych konklawe.
4 marca 2022 papież Franciszek promował go do rangi kardynała prezbitera z zachowaniem dotychczasowej diakonii na zasadzie pro hac vice.